# Altan (auteur)
Pour les articles homonymes, voir Altan.
Altan, de son vrai nom Francesco Tullio-Altan, est un auteur de bande dessinée italien, né  le 30 septembre 1942 à Trévise.

## Biographie
Né dans une famille aristocrate italienne, il passe son enfance à Trévise. Il quitte la ville pour suivre des études d'architecture à Venise, puis se rend à Rome pour se consacrer au cinéma. À l'âge de 28 ans (en 1970), il quitte l'Italie pour le Brésil et reste cinq ans en Amérique du Sud, où il rencontre sa femme et se passionne pour l'illustration. Ce dessinateur humoristique égratigne la société italienne (syndicats, politique, Église…) et fustige la corruption en Amérique latine ; la naissance de sa fille Kika lui fait aborder en parallèle les albums pour enfants.
Il est notamment le créateur de La Pimpa.

## Publications
Pour adultes :
- Ada, Casterman, coll. « Les romans (À Suivre) » :
  - Ada dans la jungle, prépublié dans (À suivre) no 30 à 42, 1982.
  - Ada à Macao, prépublié dans (À suivre) no 88 à 96, 1988.
- Le Petit Merdier italien, Artefact, coll. « La Tranche », 1982.
- Kamillo Kromo, L'École des loisirs, 1983.
- Friz Melone, Casterman, coll. « Un Auteur (À Suivre) », prépublié dans (À suivre) no 49 à 52, 1983.
- Un métallo nommé Cipputi, préface de Georges Wolinski, Artefact, « Serpentin », 1983.
- Colombo,  Casterman, coll. « Les romans (À Suivre) », prépublié dans (À suivre) no 63 à 74, 1985.
- Zorro bolero, Albin Michel, 1989.
- Trino - Le Journal de la Création, Rackham, coll. « Long John Silver », 2002[1].

### Autres participations
- Pimpa, calcia alla torta (avec Quipos), CD-Rom éducatif, 1997, éd. Sacis Junior. Pimpa apprend aux enfants à comprendre l'Italien.
- Coffret Noir : c'est un coffret regroupant une bande dessinée d'Altan et un album CD d'Enrico Rava.

## Filmographie partielle

### Comme décorateur
- 1968 : Partner de Bernardo Bertolucci
- 1970 : Necropolis de Franco Brocani

## Prix et distinctions
- 1976 : Prix Yellow-Kid de l'auteur italien, pour l'ensemble de son œuvre
- 1980 : (international) « Honour List »[2] de l' IBBY pour Il primo libro di Kika
- 2007 : Prix Micheluzzi de la meilleure bande dessinée pour enfants avec La Pimpa